# Euphaedra laguerrei
Euphaedra laguerrei är en fjärilsart som beskrevs av Jacques Hecq 1979. Euphaedra laguerrei ingår i släktet Euphaedra och familjen praktfjärilar. Inga underarter finns listade i Catalogue of Life.